# Tacheddirt
Tacheddirt, ou Tachdirt (en tamazight: Taceddirt ou Tizi n Taceddirt) , aussi appelé Tizi N'Tacheddirt est un douar de la commune rurale marocaine d'Asni, dans la province d'Al Haouz et la région de Marrakech-Tensift-Al Haouz.

## Géographie
Tacheddirt a pour coordonnées géographiques : 31° 09′ 22″ N, 7° 50′ 46″ O. Situé dans le Haut Atlas, dans le parc national du Toubkal, à 2 454 m d'altitude, il est entouré de forêts de bouleaux, de genévriers et de saxifrages.

## Population et société
Tacheddirt est un village — ou douar — berbère.
Dans le cadre du Programme d'électrification rurale global (PERG) de l'Office national d'électricité, il a été électrifié en 2008.